# Paul Gilchrist
Paul Anthony Gilchrist (Dartford, 5 gennaio 1951) è un ex calciatore inglese, di ruolo attaccante.

## Carriera

### Gli inizi
Gilchrist iniziò la propria carriera agonistica con indosso la maglia del Charlton, con cui giocò un totale di 7 partite. Successivamente, nel 1971, venne ingaggiato dal Doncaster, allora militante in Fourth Division. Il giocatore disputò una stagione molto convincente mettendo a segno 8 reti in 22 presenze di campionato.

### Southampton
Nel marzo 1972 viene acquistato a titolo definitivo dal Southampton per una cifra di circa £30,000. Durante la sua prima annata faticò cospicuamente ad imporsi nell'undici titolare, salvo poi divenire una presenza inamovibile dopo il ritorno dei Saints nella stagione 1975-1976. Il suo contributo più significativo alla causa del club lo diede durante le semifinali di FA Cup di quella stagione, in cui mise a segno una doppietta ai danni del Crystal Palace. Poco dopo, il Southampton riuscì a battere il Manchester United in finale, aggiudicandosi il trofeo per la prima volta nella loro storia. Nell'annata seguente racimolò solamente 2 presenze, probabilmente a causa dell'acquisto di Ted MacDougall dal Norwich City.

### Ultimi anni
Nel marzo 1977 venne ingaggiato dal Portsmouth su commissione dell'allora tecnico Ian St. John. Tuttavia, i suoi primi mesi al club risultarono molto complicati, poiché le sue prestazioni iniziarono ad avere un calo vertiginoso. Nella seconda metà dell'annata 1977-1978 la squadra attuò una rivoluzione totale sia in campo che in panchina; infatti, ad assumere la guida tecnica della squadra venne assunto Jimmy Dickinson e successivamente venne acquistato Bobby Stokes, ex compagno di Gilchrist al Southampton. Tuttavia, anche nonostante questo riassetto, la squadra non riuscì a risollevarsi arrivando a retrocedere in Division 4.
Nell'agosto del 1978 venne acquistato dallo Swindon Town. La sua esperienza al club partì piuttosto bene mettendo a referto 6 reti in 10 partite, ma da lì a poco iniziò a perdere spazio in squadra finendo per disputare solamente altre 7 gare tutte da subentrato.
Nel marzo 1980 venne ufficialmente ceduto all'Hereford United. Gilchrist terminò la stagione con 11 presenze e una rete, con la propria squadra che dopo la fine del campionato si ritrovò a far fronte a varie difficoltà con l'iscrizione al campionato successivo. Tuttavia, terminò anticipatamente la propria carriera agonistica per via di una frattura al legamento crociato anteriore rimediata in un'amichevole contro il Wolverhampton.

## Palmarès

### Competizioni nazionali
- Coppa d'Inghilterra: 1

Southampton: 1975-1976